# Châteaurenard

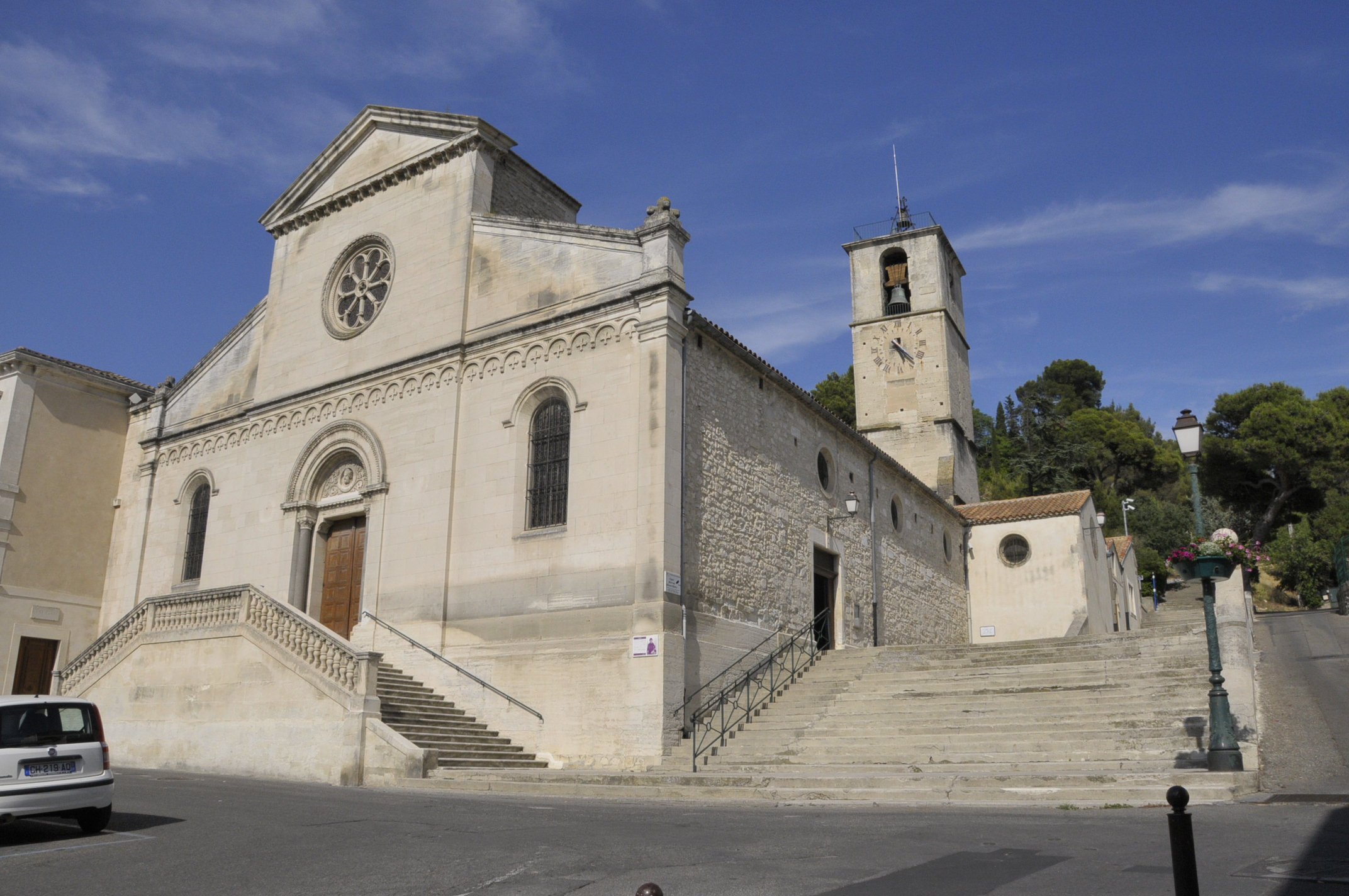
Châteaurenard – Kirche Saint-Denys

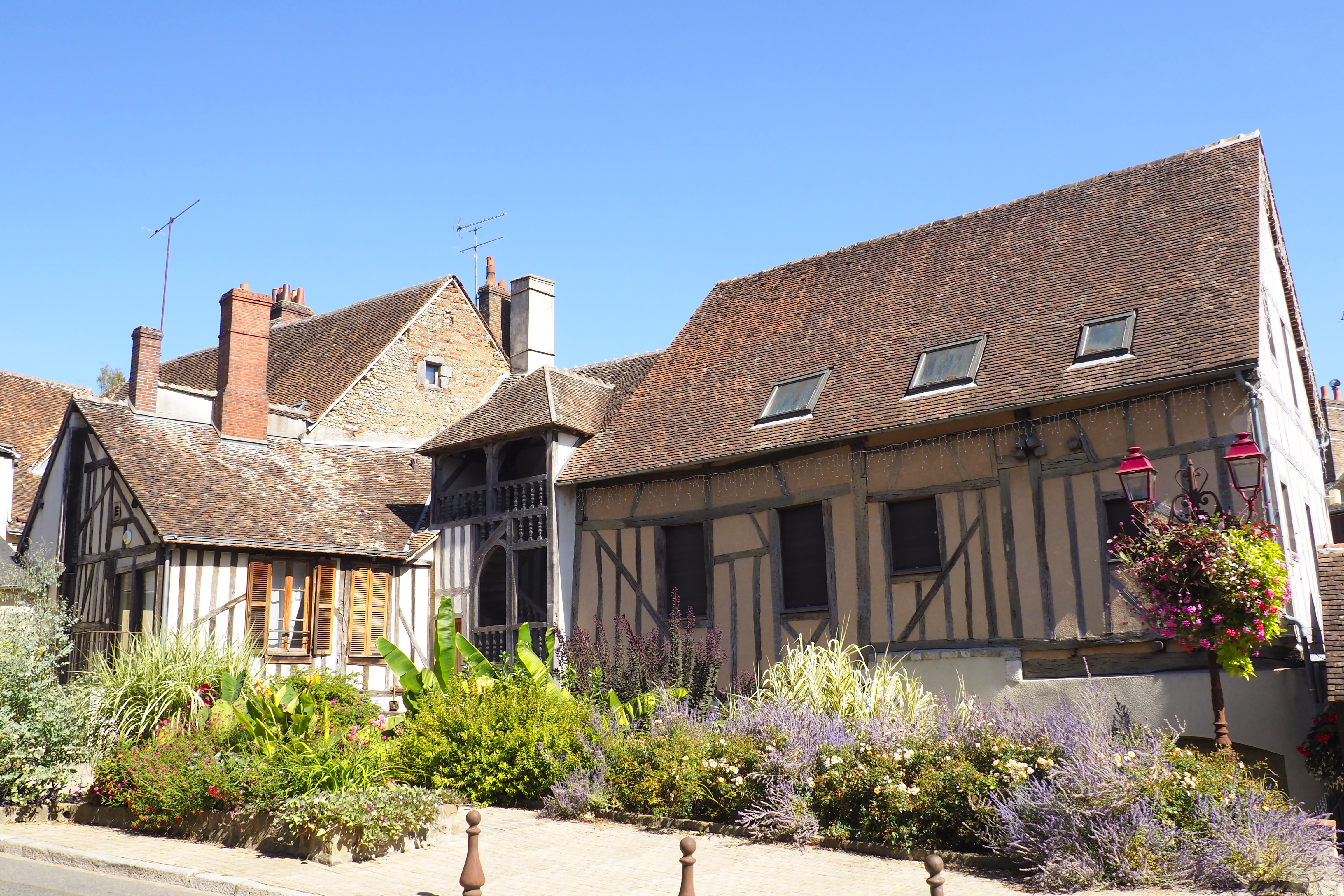
Châteaurenard – Fachwerkhäuser im Ortszentrum

Châteaurenard ist eine Kleinstadt und eine südfranzösische Gemeinde (commune) mit 16.668 Einwohnern (Stand 1. Januar 2022) im Arrondissement Arles, im Département Bouches-du-Rhône und in der Region Provence-Alpes-Côte d’Azur.

## Lage und Klima
Die Kleinstadt Châteaurenard liegt auf dem Südufer der Durance nur etwa 11 km (Fahrtstrecke) südöstlich von Avignon bzw. ca. 11 km nördlich von Saint-Remy. Das sowohl vom Mittelmeer als auch von den Bergen der Seealpen und dem Mistral geprägte Klima ist gemäßigt bis mild; Regen (ca. 670 mm/Jahr) fällt überwiegend im Winterhalbjahr.

## Bevölkerungsentwicklung
| Einwohner                  | 3154 | 5368 | 7398 | 9063 | 13.070 | 16.012 |
| Quellen: Cassini und INSEE |      |      |      |      |        |        |

Trotz der Reblauskrise im Weinbau und der zunehmenden Mechanisierung der Landwirtschaft ist die Bevölkerung der Gemeinde seit dem Beginn des 19. Jahrhunderts – hauptsächlich durch Zuwanderung – konstant gewachsen.

## Wirtschaft
Das vergleichsweise flache Land um Châteaurenard ist fruchtbar; es muss allerdings bewässert werden. Der wöchentliche Gemüsemarkt gehört zu den wichtigsten im Süden Frankreichs. Auf einigen Feldern wird auch Wein angebaut, der unter der Bezeichnung Alpilles (IGP) vermarktet wird.

## Geschichte
Aufgrund der günstigen Lage in der Ebene zwischen den Alpilles und der Durance war das Gebiet schon seit Urzeiten besiedelt. Die Grotten in den umliegenden Hügeln wurden gegen 2000 v. Chr. erstmals besiedelt. Im 1. Jahrhundert unterwarfen die Römer die bisher in dem Gebiet siedelnden Stämme und bauten einige Villen nahe der Straße Roumieux. Der Ort lag strategisch wichtig an der Durance und war Zugangspunkt zur Ebene von Tarascon und Arles. Erst im 10. Jahrhundert wurde ein Castrum aus Holz gebaut. Im Jahr 1010 wurde der Ort erstmals als Castro Reynardi erwähnt. Im späten Mittelalter war Châteaurenard Sitz der Familie Reinhard (frz. Aussprache gleicht „Renard“, was auch Fuchs heißt). Sie gab dem Ort den Namen. Die im Jahr 1792 zerstörte Burg hatte ursprünglich einen zentralen und vier weitere Türme, heute stehen davon noch zwei. Die Burg bildete den Kern für das Wachstum des Ortes, der damals Casteù Reinard hieß.

## Kultur und Sehenswürdigkeiten
- Die vom 12. bis zum 15. Jahrhundert von den Grafen der Provence erbaute Burg ist weitestgehend zerstört. Dennoch werden im Innern Führungen durchgeführt.[2]
- Die dem hl. Dionysius geweihte Kirche Saint-Denys verbirgt hinter ihrer im 19. Jahrhundert erneuerten Fassade ein romanisches Kirchenschiff und einen gotischen Chor. In den Seitenschiffen hängen auch Gemälde von Nicolas Mignard.[3]
- Das zu Beginn des 20. Jahrhunderts erbaute und im Jahr 2007 restaurierte Waschhaus (lavoir) wird heute von Puppen (mannequins) betrieben.[4]
- Gleiches gilt für das Backhaus (four banal).
- Es wurde ein Museum der landwirtschaftlichen Werkzeuge eingerichtet.

## Städtepartnerschaften
Neben einer Städtepartnerschaft mit dem italienischen Villanova d’Asti hat der Ort auch eine Partnerschaft mit Altenholz in Schleswig-Holstein.

## Persönlichkeiten

### In Châteaurenard geboren
- Frédéric Mascle (* 1. Januar 1853; † 24. Februar 1917 in Marseille), Politiker und Beamter
- Jacques Lalande (* 14. Dezember 1921; † 8. März 2003 in Le Port-Marly), gegenständlicher Maler
- Marcel Jullian (* 31. Januar 1922; † 28. Juni 2004 in Paris), Autor, Publizist, Regisseur und Fernsehproduzent
- Léon Vachet (* 29. Dezember 1932; † 11. November 2010), langjähriger Abgeordneter der Nationalversammlung
- Frédéric Martel (* 28. Oktober 1967), Autor und Journalist
- Cédric Liabeuf (* 5. August 1979), Fußballspieler

### Mit Châteaurenard verbunden
- André Fanton (* 7. Dezember 1928 in Marseille; † 28. September 2013 in Montpellier), französischer Landschaftsmaler, Mitgründer des Kunstvereines Les Amis des Arts, ließ sich 1951 in Châteaurenard nieder.